# 내수역
내수역(Naesu station, 內秀驛)은 대한민국 충청북도 청주시 청원구 내수읍에 있는 충북선의 역이다.
현재는 무배치간이역으로 청주시에 있는 5개 철도역 중 유일하게 여객 취급을 하지 않고 있다.

## 연혁
- 1923년 4월 28일: 보통역으로 영업 개시
- 1964년 12월 30일: 역사 신축
- 1980년 10월 12일: 충북선 복선화로 현 역사 신축
- 1984년 3월 1일: 배치간이역으로 격하
- 2004년 12월 10일: 무배치간이역으로 격하 및 철도승차권 단말기 철거[1]
- 2007년 6월 1일: 여객취급 중지